# Arroyo Issaquah
El arroyo Issaquah es un pequeño arroyo que fluye a través de la ciudad de Issaquah y otras comunidades cercanas a esa ciudad en el estado federal estadounidense de Washington.

## Curso
Sus fuentes de origen se encuentran en las laderas de las montañas Cougar, Squak, Tigre y Taylor en los Alpes de Issaquah. Los afluentes del arroyo Issaquah son los arroyos Holder, Carey, Fifteen-Mile, McDonald, East Fork Issaquah y North Fork Issaquah. El arroyo desemboca en el lago Sammamish en el extremo sur. La salida del lago es el río Sammamish, que a su vez desemboca en el estrecho de Puget a través del lago Washington.

## Naturaleza
La cuenca hidrográfica del arroyo Issaquah consta de más de 75 % de bosque y está urbanizado o sin vegetación en un menor del 10 %. La cuenca es una de las tres áreas más urbanizadas del condado de King. Las partes superior y media de la cuenca se definen como Área de Recursos de Importancia Regional, ya que allí hay excepcionales hábitats de peces teniendo además un desarrollo económico relativamente bajo. Toda la cuenca es una importante zona de migración y desove del salmón. Los arroyos Carey y Holder en la cuenca superior del arroyo Issaquah ofrecen al respecto en parte un hábitat excelente para los salmónidos.
Cada año en octubre, se reúne gente en las orillas del río para observar la migración del salmón río arriba. La pesca en el arroyo Issaquah sólo está permitida para pescadores menores de 15 años y nativos americanos locales.
El arroyo Issaquah y sus afluentes brindan hábitat al salmón real, al salmón coho y al salmón rojo (tanto el salmón rojo anádromo ''sockeye" como el "kokanee" no migratorio), así como a la trucha degollada costera y la trucha arcoíris. El salmón real y el salmón plateado son criados por el criadero de salmón estatal de Issaquah, que se encuentra a tres millas (4,8 km) por encima de la desembocadura del arroyo. El criadero ha estado liberando salmón real en el arroyo Issaquah desde 1936. En la actualidad, se liberan anualmente alrededor de dos millones de salmones reales jóvenes.

## Literatura
- Manning, Harvey. Más de 50 senderos del Parque Natural Regional de Cougar Mountain, el Parque Estatal Squak Mountain, el Parque Estatal Lake Sammanmish, el Parque Coal Creek y el Parque May Creek. Issaquah: Club de senderos de los Alpes de Issaquah, 1985.